# هانوي
هانوي وأسماها العرب سابقًا لوقين (بالفيتنامية: Hà Nội) هي عاصمة فيتنام منذ عام 1976 إلى اليوم، كانت سابقًا عاصمة فيتنام الشمالية منذ عامي 1946 و1976. تعتبر أكبر مدينة في فيتنام من حيث المساحة إذ تبلغ مساحتها 3,324.9 كم²، والثانية كبرًا من حيث عدد السكان إذ يبلغ عدد سكانها 6,936,900 نسمة حسب إحصائيات عام 2013.

## الجغرافيا
تقع هانوي شمالي فيتنام وتحديداً شمال غربي دلتا النهر الأحمر، تبعد عن الساحل حوالي 90 كم، ويتراوح ارتفاعها من 5 إلى 20 متراً فوق مستوى سطح البحر .

## تاريخ
هانوي مأهولة منذ 3,000 سنة قبل الميلاد وتحوي على قلعة تاريخية تعود إلى عام 200 قبل الميلاد. عرفت المدينة بالعديد من الأسماء. كانت هانوي عاصمة للفيتناميين منذ القرن الحادي عشر الميلادي حتى عام 1802، ثم أصبحت عاصمة المستعمرة الفرنسية في فيتنام. استحوذت عليها اليابان ما بين عاميّ 1940 و 1945. حين أعلن هو تشي منه الاستقلال عن اليابان عادت فرنسا واحتلّت المدينة من جديد عام 1946. وفي عام 1954 أصبحت هانوي عاصمة شمال فيتنام جراء مؤتمر جينيف عام 1954، إلى أن أُقيمت انتخابات موحدة عام 1956، إلا أن النزاع بين الشمال والجنوب حال دون ذلك وأدى إلى عدم عقد الانتخابات، وبالتالي عدم اتحاد الجزئين. تعتبر هانوي من أكبر المستعمرات الإنسانية في جنوب شرق آسيا حيث تضم مزيجًا من القديم والحديث، وتضم العديد من البحيرات والطرق السريعة إلى جانب ناطحات السحاب الحديثة.

## الاقتصاد
تعد هانوي مركزاً صناعياَ هامًا للبلاد؛ إذ توجد فيها مصانع المنسوجات والكيماويات والعديد من الحرف اليدوية الأخرى.
تمتلك هانوي أعلى مؤشر للتنمية البشرية بين المدن في فيتنام. وفقًا لتصنيف حديث، ستكون هانوي المدينة الأسرع نموًا في العالم من حيث نمو الناتج المحلي الإجمالي من 2008 إلى 2025. [23] في عام 2013 ، ساهمت هانوي بنسبة 12.6٪ في الناتج المحلي الإجمالي، وصدرت 7.5٪ من إجمالي الصادرات، وساهمت بنسبة 17٪ في الميزانية الوطنية وجذبت 22٪ من رأس المال الاستثماري لفيتنام. بلغ الناتج المحلي الإجمالي الاسمي للمدينة بالأسعار الجارية 451.213 مليار VND) 21.48 مليار دولار أمريكي) في عام 2013، مما جعل نصيب الفرد من الناتج المحلي الإجمالي يبلغ 63.3 مليون VND) 3000 دولار أمريكي). [24] شهد الإنتاج الصناعي في المدينة ازدهارًا سريعًا منذ التسعينات، بمتوسط نمو سنوي يبلغ 19.1 في المائة من 1991-1995، و 15.9 في المائة من 1996-2000، و 20.9 في المائة خلال 2001-2003. مجمعات صناعية، تقوم هانوي ببناء خمسة مجمعات صناعية جديدة واسعة النطاق و 16 مجموعة صناعية صغيرة ومتوسطة الحجم. القطاع الاقتصادي غير الحكومي يتوسع بسرعة، مع وجود أكثر من 48000 شركة تعمل حاليًا بموجب قانون الشركات (اعتبارًا من 3/2007). [25)

## المواصلات

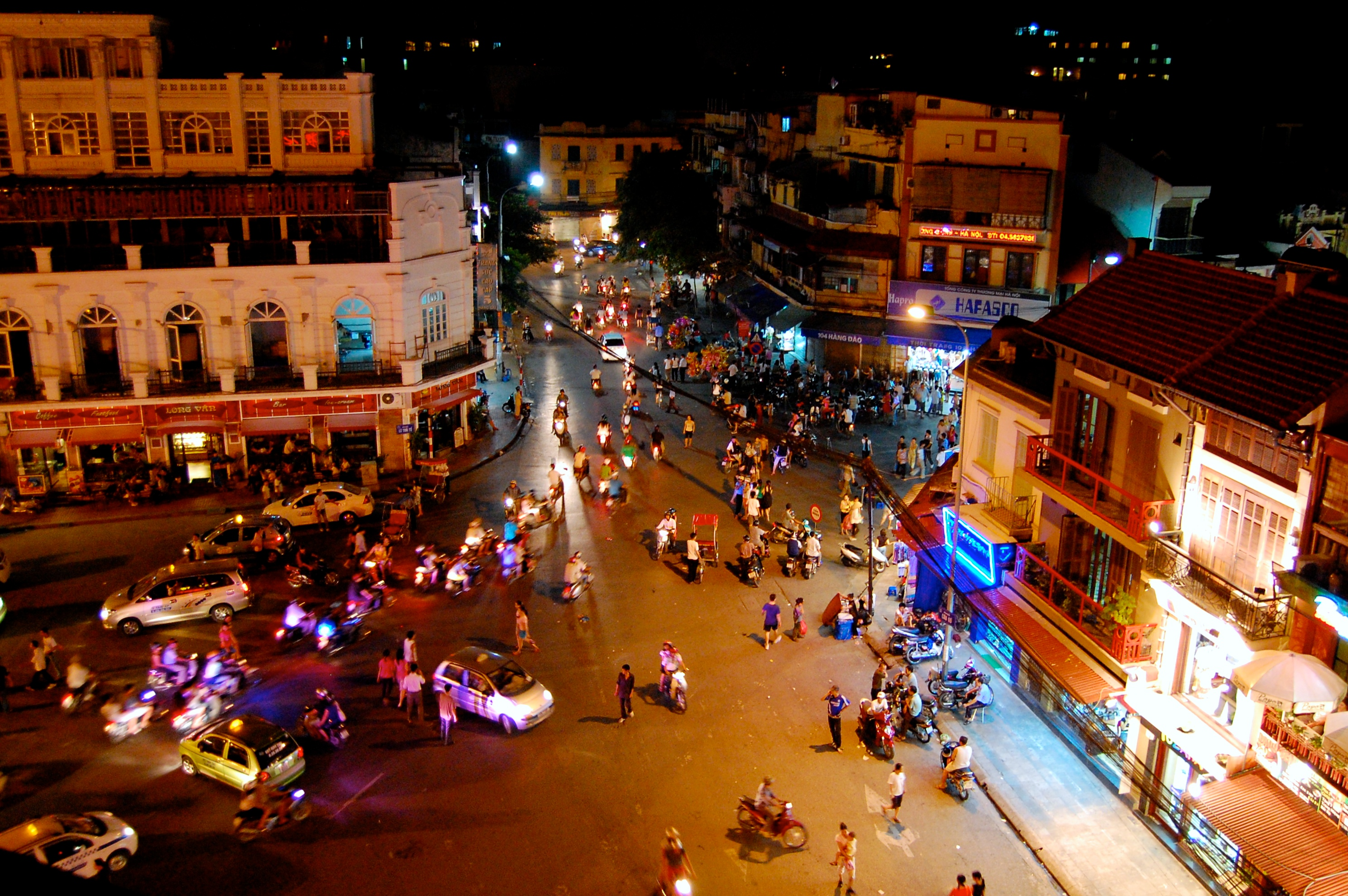
ساحة دونج كينه نجيا ثوك في الليل

الوسيلة الرئيسية للنقل داخل مدينة هانوي هي الدراجات النارية والحافلات وسيارات الأجرة وعدد متزايد من السيارات. في العقود الأخيرة، تجاوزت الدراجات النارية الدراجات باعتبارها الشكل الرئيسي لوسيلة النقل. ومع ذلك، ربما تكون السيارات هي التغيير الأبرز في السنوات الخمس الماضية حيث يقوم العديد من الفيتناميين بشراء المركبات للمرة الأولى. العدد المتزايد للسيارات هو السبب الرئيسي في حالة من الجمود حيث أن الطرق والبنية التحتية في الأجزاء القديمة من هانوي لم يتم تصميمها لاستيعابها. في 4 يوليو 2017، صوتت حكومة هانوي على حظر الدراجات النارية بالكامل بحلول عام 2030، من أجل تقليل التلوث والازدحام، وتشجيع توسيع واستخدام وسائل النقل العام. [60]
هناك خطان للمترو قيد الإنشاء في هانوي الآن، كجزء من الخطة الرئيسية لنظام مترو هانوي المستقبلي. لا يوجد خط افتتاح في اليوم 2 أ بعد الفشل في الوفاء بالموعد النهائي في نهاية عام 2019، [62] بينما من المتوقع أن يبدأ تشغيل الخط 3 في عام 2022.
الأشخاص الذين يرغبون السفر بمفردهم أو يرغبون في القيام برحلة سريعة مع عائلاتهم حول هانوي لتجنب الاختناقات المرورية أو السفر في وقت غير منتظم أو عن طريق غير منتظم غالبًا ما يستخدمون "xe ôm" (حرفيا، «دراجة عناق»). يمكن أيضًا استئجار الدراجات النارية من وكلاء داخل الحي القديم في هانوي. [63)

## توأمة المدن
- تركيا، (أنقرة)

- بولندا، (وارسو)

- روسيا، (موسكو)
- تايلاند، (بانكوك)
- الفلبين، (مانيلا)
- الصين، (بكين)
- الصين، (هونغ كونغ)
- كوريا الجنوبية، (سول)
- اليابان، (فوكوكا)

## أعلام
- بينديكت بالنسا
- فان تاين دونغ
- لي دوك ثو
- تون دوك تانغ
- لو دوك آنه
- لو لوي
- نغو تشاو باو
- بوي تونج فونج
- نغوين فو ترونغ
- مادلين مورو

## وصلات خارجية
- الموقع الرسمي